# Parallel ontwikkelen
- Parallel ontwikkelen of Concurrent engineering is een veel toegepaste  ontwerpmethode waarbij een team, gelijktijdig, aan het ontwerp van een dienst of product werkt.

## Doel

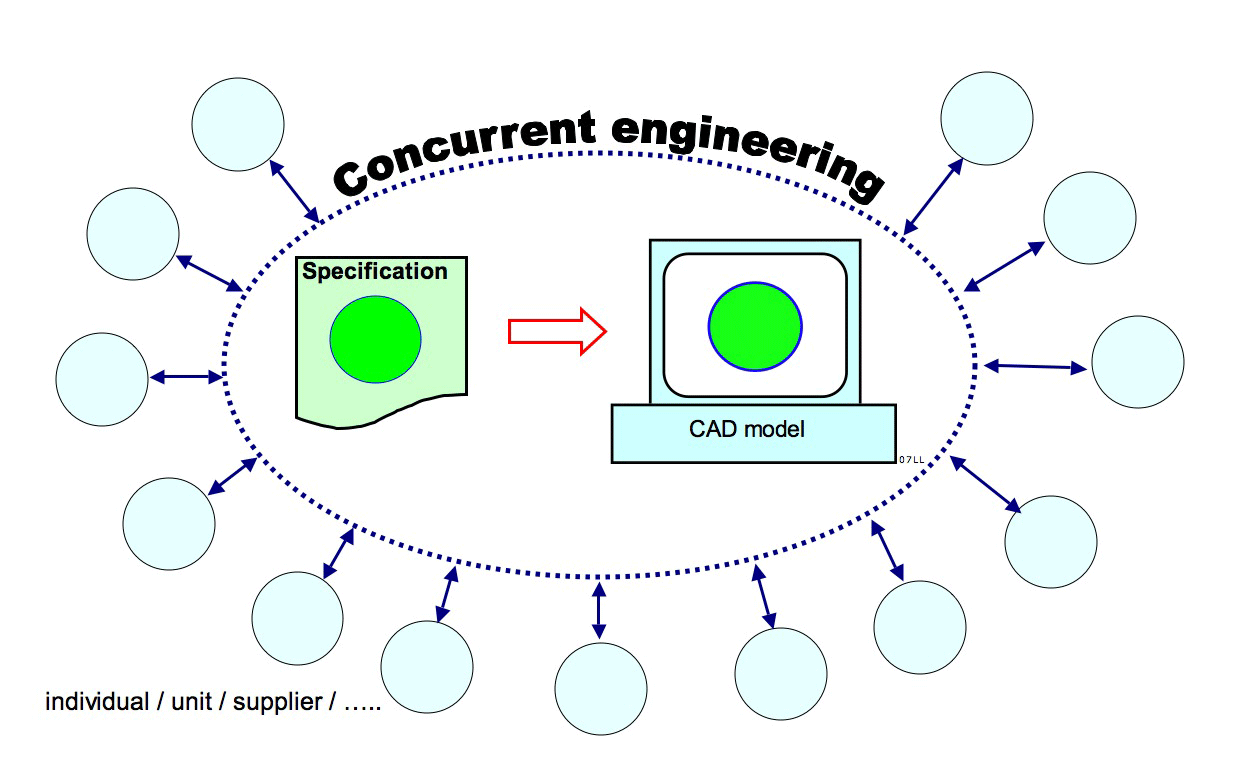
Parallel ontwikkeling. Alle teamleden communiceren met elkaar via de gemeenschappelijke ontwerpspecificatie en via het gezamenlijk model.

Het doel van parallel ontwikkelproces is het;
- Verkorting van het ontwikkelingsproces. Doordat er veel communicatie tussen de teams plaatsvindt, beïnvloeden de teamleden elkaar in positieve zin. Vindt deze communicatie niet of slecht plaats dan ontstaan er misverstanden die later in het ontwikkelproces dienen te worden rechtgezet. Het rechtzetten van deze misverstanden (wijzigingsloops of engineering change orders) kosten veel doorlooptijd. Dus door goed met elkaar te communiceren wordt de ontwikkeldoorlooptijd (time-to-market) verkort.
- Verhoging van de kwaliteit. Doordat de teamleden gelijktijdig met alle aspecten rekening houden wordt een kwalitatief beter product of dienst verkregen.
- Verlaging van de kosten Omdat de doorlooptijd van het ontwikkelproces korter is kunnen er ook minder kosten worden gemaakt.
- Rekening houden met alle aspecten van de productlevenscyclus. Door parallel te ontwikkelen wordt ook het energieverbruik, het onderhoud en het hergebruik aan het eind van de productlevenscyclus in het ontwerp meegenomen.

## Kenmerk
Het kenmerk van de parallelontwerpmethode is het coördineren van de communicatie van alle teamleden. Door deze coördinatie wordt alle kennis en kunde gelijktijdig gemobiliseerd. Alle teamleden communiceren met elkaar. Het gemeenschappelijke in deze communicatie is de ontwerpspecificatie en het model van de werkelijkheid. Voorwaarden voor de parallelontwerpmethode zijn:
- Het bekend zijn met het proces.
- Het hebben van een multidisciplinair team.
- Het hebben van een gemeenschappelijke ontwerpspecificatie.
- Het hebben van toegang tot een gemeenschappelijk (software)model.

## Geschiedenis
Parallel ontwikkeling werd voor het eerst toegepast voor het ontwikkelen van Amerikaanse wapensystemen. Hierdoor konden de wijzigingsloops (engineering change orders) met 50% en de productiekosten met 40 tot 60% worden verlaagd.
In de auto-industrie werd het parallel ontwikkelen voor het eerst toegepast door GM voor de ontwikkeling van Le Sabre. Er werden 50 projectteams ingesteld die werkzaam waren op de volgende 6 subsystemen:
- Deuren en mechanisch subsysteem.
- Voorste deel van de carrosserie, bumper en ruiten.
- Structuur van de carrosserie.
- Interieur en instrumentenpaneel.
- Chassis, motor en overbrenging, verwarming en airconditioning.
- Elektrisch systeem.